# Ferruccio Tozzi
Ferruccio Tozzi (Latina, 11 marzo 1960) è un ex rugbista a 15 e allenatore di rugby a 15 italiano, a lungo utility back per la Rugby Roma.

## Biografia
Cresciuto in Australia a Wollongong dove imparò a giocare a rugby, nel 1973 tornò in Italia con la sua famiglia, la quale si stabilì a Roma.
Per interessamento di suo zio, l'attore Fausto Tozzi, entrò nelle giovanili del Rugby Roma, con il quale rimase fino al 1987, eccezion fatta per la parentesi del servizio militare obbligatorio, durante il quale giocò per la squadra del X Comiliter di Napoli.
Esordì quindi nel 1976 in serie A con la Rugby Roma e vi disputò in totale 173 incontri.
Ritiratosi una prima volta e trasferitosi a Perugia, nel 1988 fu contattato e successivamente ingaggiato dal locale club, che all'epoca militava in serie C e con il quale fu promosso in B; nel 1990 fu di nuovo a Roma nella S.S. Lazio.
A seguito della sua attività lavorativa, nel 1993 si trasferì a Jedda, in Arabia Saudita, dal cui club - fondato dagli inglesi che si trovavano in quel Paese per lavoro - fu ingaggiato.
Rientrato a Roma nel 1995, riprese a giocare con la seconda squadra del Rugby Roma lavorandovi anche come allenatore delle giovanili; nel 2002, a 42 anni, si ritirò definitivamente.
Tuttora è animatore di eventi rugbistici tra veterani ed è membro della "Original very Old Rugby Roma", squadra di ex giocatori del club della Capitale.